# Liste der Kulturdenkmäler in Wöllstein
In der Liste der Kulturdenkmäler in Wöllstein sind alle Kulturdenkmäler der rheinland-pfälzischen Ortsgemeinde Wöllstein aufgeführt. Grundlage ist die Denkmalliste des Landes Rheinland-Pfalz (Stand: 25. März 2025).

## Denkmalzonen
| Bezeichnung                    | Lage           | Baujahr | Beschreibung                                                                          | Bild |
| ------------------------------ | -------------- | ------- | ------------------------------------------------------------------------------------- | ---- |
| Denkmalzone Jüdischer Friedhof | Am Ölberg Lage | um 1820 | um 1820 angelegtes umfriedetes Areal mit 27 Grabsteinen des 19. Jahrhunderts bis 1938 | BW   |

## Einzeldenkmäler
| Bezeichnung                     | Lage                                         | Baujahr                            | Beschreibung | Bild                                    |
| ------------------------------- | -------------------------------------------- | ---------------------------------- | --- | --------------------------------------- |
| Amtsgericht Wöllstein           | Bahnhofstraße 10 Lage                        | 1900/02                            | ehemaliges Großherzogliches Amtsgericht, heute Verwaltungsgebäude; mehrteiliger historisierender Repräsentativbau, 1900/02 | Fotos hochladen                         |
| Villa                           | Bahnhofstraße 28 Lage                        | 1894                               | Villa, spätgründerzeitlicher Walmdachbau, Neurenaissance, 1894 | Fotos hochladen                         |
| Hofanlage                       | Brückenstraße 11 Lage                        | 18. Jahrhundert                    | ehemaliges Mühlenanwesen, 18. bis 20. Jahrhundert (im Kern 1583?); Krüppelwalmdachbau, 18. Jahrhundert, in den 1920er Jahren aufgestockt; bauliche Gesamtanlage                                                                                              | BW                                      |
| Hofanlage                       | Eleonorenstraße 5 Lage                       | 16. Jahrhundert                    | Hofanlage, im Kern aus dem 16. Jahrhundert; Massivbau, teilweise Fachwerk, Nebengebäude mit spätgotischem Fenstergewände | BW                                      |
| Hofanlage                       | Eleonorenstraße 10/11 Lage                   | um 1600                            | Dreiseithof an der Ecke zur Bachgasse; Wohnhaus, um 1600, Veränderungen im 18. und 19. Jahrhundert; östlich davon Kleinhaus (Nr. 10), Mitte des 19. Jahrhunderts; zugehörig Hof mit Hoftor; zur Bachgasse ehemalige Scheune, im Kern aus dem 16. Jahrhundert | BW                                      |
| Hofanlage                       | Eleonorenstraße 13 Lage                      | um 1700                            | Hofanlage; barockes Eckhaus, teilweise Zierfachwerk, um 1700, Wirtschaftsgebäude bezeichnet 1853 | BW                                      |
| Wohnhaus                        | Eleonorenstraße 16 Lage                      | 1882                               | klinkerverblendetes Wohnhaus, Neurenaissancemotive, bezeichnet 1882, mit Ausstattung | BW                                      |
| Veterenanstein                  | Ernst-Ludwig-Straße, auf dem Friedhof Lage   | 1845                               | Veterenanstein, klassizistischer Pfeiler mit Helmbekrönung, bezeichnet 1845 | BW                                      |
| Gasthaus Zum Römer              | Ernst-Ludwig-Straße 1 Lage                   | 1598                               | Gasthaus Zum Römer, bezeichnet 1598, barock überformt | Fotos hochladen                         |
| Hofanlage                       | Ernst-Ludwig-Straße 5 Lage                   | erste Hälfte des 19. Jahrhunderts  | Hofanlage, erste Hälfte des 19. Jahrhunderts; vierachsiges Wohnhaus, anschließend Torhaus mit Sichtfachwerk, bezeichnet 1813, Scheune bezeichnet 1823 | BW                                      |
| Wohnhaus                        | Ernst-Ludwig-Straße 6 Lage                   | 1603                               | barockes Fachwerkhaus, teilweise massiv, bezeichnet 1706, im Kern wohl von 1603 | Fotos hochladen                         |
| Rathaus                         | Ernst-Ludwig-Straße 22 Lage                  | 1815                               | spätklassizistischer Walmdachbau, 1815 | Fotos hochladen                         |
| Evangelische Kirche             | Ernst-Ludwig-Straße 24 Lage                  | zweite Hälfte des 13. Jahrhunderts | dreischiffige Staffelhalle, im Kern spätgotisch, Erweiterung 1815/16, Chorturm aus der zweiten Hälfte des 13. Jahrhunderts, Glockengeschoss bezeichnet 1542                                                                                                  | weitere Bilder Fotos hochladen          |
| Schulhaus                       | Ernst-Ludwig-Straße 27 Lage                  | um 1830                            | ehemalige Schule; klassizistischer Putzbau, um 1830 | BW                                      |
| Wohnhaus                        | Ernst-Ludwig-Straße 30 Lage                  | um 1600                            | Krüppelwalmdachbau, teilweise Fachwerk (verputzt), im Kern um 1600, Veränderungen im 18. und 19. Jahrhundert, bezeichnet 1775 | BW                                      |
| Brücke                          | Gerberstraße Lage                            | Mitte des 19. Jahrhunderts         | Appelbach-Brücke, Bruchstein, Mitte des 19. Jahrhunderts | BW                                      |
| Katholische Kirche St. Remigius | Kirchstraße 20 Lage                          | 1906/08                            | neuromanischer zweischiffiger Bruchsteinquaderbau, 1906/08, Architekt August Greifzu; Einfriedung mit Tor, bezeichnet 1906/07; an der Kirche: barockes Altarkruzifix, 18. Jahrhundert                                                                        | weitere Bilder Fotos hochladen          |
| Kriegerdenkmal                  | Kreuznacher Straße Lage                      | 1873                               | Kriegerdenkmal 1870/71, Germania, Zinkblech, bezeichnet 1873 | Fotos hochladen                         |
| Spolien                         | Kreuznacher Straße, an Nr. 3 Lage            | 1577                               | spätgotische Architekturteile, bezeichnet 1577 | BW                                      |
| Wohnhaus                        | Kreuznacher Straße 5 Lage                    | 18. Jahrhundert                    | im Kern barockes Fachwerkhaus, teilweise massiv, 18. Jahrhundert; Torbogen mit Wappenstein, bezeichnet 1678 | Fotos hochladen                         |
| Hofanlage                       | Kreuznacher Straße 6 Lage                    | um 1600                            | Dreiseithof; Fachwerkhaus, im Kern um 1600; Überformung in der zweiten Hälfte des 18. und am Anfang des 19. Jahrhunderts | BW                                      |
| Hofanlage                       | Marktstraße 3 Lage                           | 1859 bis 1869                      | Vierseithof; spätklassizistische Bruchsteinbauten, 1859 bis 1869 | BW                                      |
| Hofanlage                       | Marktstraße 15 Lage                          | 1767                               | Hofanlage; spätbarockes Wohnhaus, teilweise Zierfachwerk, bezeichnet 1767 und 1784; Fachwerkscheune, bezeichnet 1835 | BW                                      |
| Torbogen                        | Pfarrgasse, an Nr. 7 Lage                    | 1818                               | nachbarocker Torbogen, bezeichnet 1818 | BW                                      |
| Fenstergewände                  | Rathausgasse, an Nr. 2 Lage                  | 1595                               | spätgotische Fenstergewände, bezeichnet 1595 | BW                                      |
| Wohnhaus                        | Schmalzgasse 2/3 Lage                        | frühes 17. Jahrhundert             | Doppelwohnhaus mit renaissancezeitlichen Gewänden, frühes 17. Jahrhundert; Nr. 2: Portal bezeichnet 1615 | BW                                      |
| Hofanlage                       | Siefersheimer Straße 2 Lage                  | um 1870                            | Hofanlage; spätklassizistischer Bruchsteinbau, um 1870 | BW                                      |
| Villa                           | Villastraße 2 Lage                           | 1882/83                            | Villa; spätklassizistischer Walmdachbau, 1882/83, Ökonomiegebäude | Fotos hochladen                         |
| Wasserturm                      | südwestlich des Ortes; Flur Am Höllberg Lage | um 1905                            | Wasserturm; historisierender Bruchsteinbau, um 1905 | weitere Bilder Fotos hochladen          |
| Straßendenkmal                  | südwestlich des Ortes an der K2              | 1933–35                            | Straßendenkmal zur Erinnerung an den Straßenausbau Wöllstein–Neu-Bamberg durch den Reichsarbeitsdienst; zweiteilige Tafel, bezeichnet 1933–35 | Direkt Bild zu diesem Denkmal hochladen |

## Ehemalige Kulturdenkmäler
| Bezeichnung | Lage                    | Baujahr | Beschreibung                                                             | Bild |
| ----------- | ----------------------- | ------- | ------------------------------------------------------------------------ | ---- |
| Wohnhaus    | Eleonorenstraße 18 Lage | 1882    | gründerzeitlicher Klinkerbau, bezeichnet 1882; aus Denkmalliste gelöscht | BW   |